# Česká fotbalová liga 2006/2007
V zápasech 16. ročníku České fotbalové ligy 2006/07 se utkalo 18 týmů dvoukolovým systémem podzim – jaro. Vítězem a postupujícím do 2. české fotbalové ligy se stalo mužstvo FK Bohemians Praha, dalším postupujícím bylo mužstvo SK Sparta Krč.

## Tabulka
| Poř. | Tým                           | Z  | V  | R  | P  | VG | OG | B  |
| ---- | ----------------------------- | -- | -- | -- | -- | -- | -- | -- |
| 1.   | FK Bohemians Praha            | 34 | 21 | 8  | 5  | 69 | 26 | 71 |
| 2.   | SK Sparta Krč                 | 34 | 17 | 8  | 9  | 47 | 37 | 59 |
| 3.   | SK Slovan Varnsdorf           | 34 | 17 | 7  | 10 | 44 | 27 | 59 |
| 4.   | AC Sparta Praha B             | 34 | 15 | 11 | 8  | 52 | 29 | 56 |
| 5.   | SK Slavia Praha B             | 34 | 16 | 7  | 11 | 45 | 28 | 55 |
| 6.   | FK Kolín                      | 34 | 15 | 10 | 9  | 40 | 27 | 55 |
| 7.   | SK Buldoci Karlovy Vary-Dvory | 34 | 15 | 9  | 10 | 56 | 47 | 54 |
| 8.   | SK Dynamo České Budějovice B  | 34 | 14 | 8  | 12 | 37 | 35 | 50 |
| 9.   | FC Union Cheb 2001            | 34 | 15 | 4  | 15 | 38 | 44 | 49 |
| 10.  | FK Marila Příbram B           | 34 | 14 | 6  | 14 | 40 | 46 | 48 |
| 11.  | FK Tatran Prachatice          | 34 | 11 | 10 | 13 | 29 | 37 | 43 |
| 12.  | FK Náchod-Deštné              | 34 | 12 | 6  | 16 | 40 | 54 | 42 |
| 13.  | FK Jablonec 97 B              | 34 | 10 | 8  | 16 | 46 | 49 | 38 |
| 14.  | FC Viktoria Plzeň B           | 34 | 9  | 9  | 16 | 40 | 51 | 36 |
| 15.  | FK Mladá Boleslav B           | 34 | 10 | 6  | 18 | 43 | 46 | 36 |
| 16.  | TJ Sokol Ovčáry               | 34 | 9  | 9  | 16 | 33 | 54 | 36 |
| 17.  | FC Hradec Králové B           | 34 | 9  | 8  | 17 | 29 | 48 | 35 |
| 18.  | FK Teplice B                  | 34 | 7  | 6  | 21 | 27 | 70 | 27 |

Poznámky:
- Z = Odehrané zápasy; V = Vítězství; R = Remízy; P = Prohry; VG = Vstřelené góly; OG = Obdržené góly; B = Body

|  | Postup 2. česká fotbalová liga 2007/08     |
|  | Sestup do Divize A, Divize B nebo Divize C |